# Canzoni fuori
Canzoni fuori è un EP del gruppo musicale italiano Thegiornalisti, pubblicato il 19 maggio 2012 dalla Boombica Records.

## Tracce
Testi e musiche di Tommaso Paradiso.
1. I (The)giornalisti – 3:57
2. Relazioni impossibili – 3:40

## Formazione
Gruppo
- Tommaso Paradiso – voce, tastiera, sintetizzatore
- Marco Antonio Musella – chitarra, sintetizzatore
- Marco Primavera – batteria, percussioni, cori